# Where's My History?
『Where's My History?』（ウェアズ・マイ・ヒストリー?）は、[Alexandros]の1作目のベスト・アルバム。2021年3月17日にユニバーサルミュージックから発売された。

## 概要
- 自身初のベスト・アルバム[注 1]。
- CDは初回限定盤(DVD/Blu-ray)、通常盤の3形態で発売。
- 当初は自身のインディーズデビュー10周年である2020年5月に発売予定であった[10] が、新型コロナウイルス感染症「COVID-19」の感染拡大により同年夏に発売延期になった[11] が、同上の理由により翌2021年1月20日に再延期となり[7]、更に、同上の理由により同年1月7日に緊急事態宣言が発令されたことを受け、同年3月17日に再々延期となった[9]。
- 2019年6月19日より「局所性ジストニア」との診断を受けたことから治療のためライブ活動を当面休止することを発表していた[12] ドラムの庄村聡泰が本作をもって[Alexandros]から"勇退"となる[13]。この「勇退」と言う表現は、自身の公式サイトにて「2010年4月1日の正式加入から、庄村聡泰と苦楽を共にした10年間はかけがえのない時間であり、庄村がここから歩む新たな人生に心からの敬意を表し、『脱退』ではなく『勇退』と発表とさせていただくこととなりました」とコメントしている[13]。
- 今作には、Disc1には[A]盤と称し「[Alexandros]」名義[注 2] の楽曲を、Disc2には[C]盤と称し「[Champagne]」名義の楽曲を、メンバー自身が選曲した全33曲を2枚組で収録[8]。この内、配信限定シングル「月色ホライズン」「あまりにも素敵な夜だから」「Philosophy」や、SUBARU「XV」CMソングである新曲「風になって」、デビュー前の楽曲「温度差」など、初CD化の楽曲も収録[8][14][15]。
- 2019年に配信リリースされた「Pray」は本作に未収録となり、2022年現在もCD化されていない。
- 初回限定盤の特典DVD([D]盤)/Blu-ray([B]盤)には、自身のルーツを振り返り、そして更なるステージに向かって突き進む、彼ら4人のそれぞれの想いを込めた60分超のドキュメンタリー「The Rest Is History」を収録。更に、歌詞ブックレットとセルフライナーノーツを付属しており、BOX仕様ケースとなっている[8]。
- 今作のアートワークは、自身のCDデビューアルバムである1stアルバム『Where's My Potato?』のジャケットをペインティングによってリバイバルしたものとなっている[8]。

## 収録曲

### CD
※邦題は本作歌詞カードより引用。

#### [A]盤（Disc1）
1. Adventure - [4:31]
作詞・作曲：川上洋平
編曲：[Alexandros]
  - 9thシングルの1曲目
  - スカパー!「世界で活躍する日本人篇」全国TVCMソング
2. ワタリドリ - [4:13]
作詞・作曲：川上洋平
訳詞：戸田よぺ子
編曲：[Alexandros]
  - 10thシングルの1曲目
  - ショウゲート配給映画『明烏』主題歌
  - アサヒビール「アサヒ ザ・ドリーム」CMソング
  - 日本テレビ系「Iwataniスペシャル鳥人間コンテスト2015」テーマソング
  - ユニバーサル・スタジオ・ジャパン内アトラクション『ハリウッド・ドリーム・ザ・ライド』搭載曲
  - SUBARU「XV」CMソング
3. Dracula La - [3:35]
作詞・作曲：川上洋平
編曲：[Alexandros]
  - 10thシングルの2曲目
  - MBS・TBS系ドラマ『女くどき飯』主題歌
4. 風になって - [4:22]
作詞・作曲：川上洋平
編曲：[Alexandros]、Takashi Saze
  - 新曲
  - SUBARU「XV」CMソング[16]
  - 2020年12月2日に各配信サイトにて同曲の「1 Half ver.」が配信された[17]。
  - 2021年3月17日にMVが公開された[18]。
5. Feel like - [2:46]
作詞・作曲：川上洋平
訳詞：戸田よぺ子
編曲：[Alexandros]
  - 6thアルバム『EXIST!』収録曲
  - GLOBAL WORK 2016年秋冬CMソング
  - 邦題は「〜な気分」。
6. 月色ホライズン - [4:45]
作詞・作曲：川上洋平
訳詞：戸田よぺ子
編曲：[ALEXANDROS]、Takashi Saze、蔦谷好位置
  - 配信限定2ndシングル
  - 日本コカ・コーラ「アクエリアス」『全力って、おいしい。』篇 CMソング
  - CD初収録
7. Droshky! - [4:04]
作詞・作曲：川上洋平
訳詞：戸田よぺ子
編曲：[Alexandros]
  - 9thシングルの2曲目
  - スカパー!「小野加入！コンサドーレ札幌篇」北海道地区TVCMソング
  - 邦題は「馬車」。
8. Leaving Grapefruits - [4:15]
作詞・作曲：川上洋平
訳詞：戸田よぺ子
編曲：[Alexandros]
  - 5thアルバム『ALXD』収録曲
  - フジテレビ系土ドラ『She』劇中歌
9. Girl A - [2:57]
作詞・作曲：川上洋平
編曲：[Alexandros]
  - 11thシングル
  - 関西テレビ・フジテレビ系ドラマ『サイレーン 刑事×彼女×完全悪女』オープニングテーマ
10. Mosquito Bite - [4:07]
作詞・作曲：川上洋平
訳詞：戸田よぺ子
編曲：[ALEXANDROS]、Ayad Al Adhamy（英語版）
  - 17thシングル
  - ワーナー・ブラザース映画配給映画『BLEACH 死神代行篇』主題歌
  - 邦題は「蚊に刺された痕」。
11. ムーンソング - [4:24]
作詞・作曲：川上洋平
編曲：[Alexandros]
  - 6thアルバム『EXIST!』収録曲
  - 三井住友カードApple Pay CMソング
12. Philosophy - [6:02]
作詞・作曲：川上洋平
編曲：[Alexandros]、Takashi Saze
  - 配信限定4thシングル
  - NHK『[ALEXANDROS] 18祭』制作曲
  - CD初収録
  - 配信限定シングルのバージョンとは異なり、『18祭』で録音された18歳世代1000人のコーラスでは無く、新録されたオリジナルバージョンとなる。
13. アルペジオ - [3:55]
作詞・作曲：川上洋平
編曲：[ALEXANDROS]、Alex Aldi、Albert Di Fiore
  - 7thアルバム『Sleepless in Brooklyn』収録曲
  - PlayStation 4用ゲームソフト『JUDGE EYES:死神の遺言』主題歌
14. LAST MINUTE - [4:41]
作詞・作曲：川上洋平
編曲：[ALEXANDROS]、Alex Aldi、Albert Di Fiore、Takashi Saze
  - 7thアルバム『Sleepless in Brooklyn』収録曲
15. あまりにも素敵な夜だから - [3:57]
作詞・作曲：川上洋平
編曲：[ALEXANDROS]、Takashi Saze
  - 配信限定3rdシングル
  - NHK ドラマ10『ミス・ジコチョー〜天才・天ノ教授の調査ファイル〜』主題歌
  - CD初収録
16. PARTY IS OVER - [4:10]
作詞・作曲：川上洋平
編曲：[ALEXANDROS]、Takashi Saze
  - 7thアルバム『Sleepless in Brooklyn』収録曲
17. rooftop - [5:18]
作詞・作曲：川上洋平
編曲：[Alexandros]、Takashi Saze
  - 1stコンセプトアルバム『Bedroom Joule』収録曲
  - LINE NEWS VISION ショートムービー『夢で会えても』テーマソング

#### [C]盤（Disc2）
1. Burger Queen (Instrumental) - [2:13]
作曲：川上洋平
編曲：[Alexandros]
  - 1stアルバム『Where's My Potato?』収録曲
  - 新MIX
2. For Freedom - [3:50]
作詞・作曲：川上洋平
訳詞：戸田よぺ子
編曲：[Alexandros]
  - 1stアルバム『Where's My Potato?』収録曲
  - 新MIX
  - 邦題は「自由のために」
3. Starrrrrrr - [5:15]
作詞・作曲：川上洋平
編曲：[Champagne]
  - 6thシングル
  - 音楽プロジェクト「GEROCK」第3弾コラボ曲
4. Run Away - [4:22]
作詞・作曲：川上洋平
編曲：[Champagne]
  - 8thシングルの1曲目
  - フジテレビ系ドラマ土ドラ『She』劇中歌
5. Untitled - [5:26]
作詞・作曲：川上洋平
訳詞：戸田よぺ子
編曲：[Champagne]
  - 1stアルバム『Where's My Potato?』収録曲
  - 邦題は「無題」
6. city - [5:47]
作詞・作曲：川上洋平
訳詞：戸田よぺ子
編曲：[Alexandros]
  - 1stシングル
  - 新MIX
  - 邦題は「街」
7. Thunder - [4:31]
作詞・作曲：川上洋平
訳詞：戸田よぺ子
編曲：[Alexandros]
  - 9thシングルカップリング
8. Kick & Spin - [4:31]
作詞・作曲：川上洋平
訳詞：戸田よぺ子
編曲：[Champagne]
  - 4thアルバム『Me No Do Karate.』収録曲
  - 邦題は「蹴って、回して」。
9. Kill Me If You Can - [4:20]
作詞・作曲：川上洋平
訳詞：戸田よぺ子
編曲：[Alexandros]
  - 5thシングル
  - 新MIX
  - 邦題は「殺れるもんなら殺ってみろ」。
10. Cat 2 - [4:04]
作詞・作曲：川上洋平
訳詞：戸田よぺ子
編曲：[Champagne]
  - 2ndアルバム『I Wanna Go To Hawaii.』収録曲
  - 邦題は「猫その二」。
11. You're So Sweet & I Love You - [4:26]
作詞・作曲：川上洋平
訳詞：戸田よぺ子
編曲：[Champagne]
  - 2ndシングル
  - 邦題は「お前らなんて最高なんだ、愛してるぜ」。
12. spy - [5:45]
作詞・作曲：川上洋平
編曲：[Champagne]
  - 4thシングル
13. Waitress, Waitress! - [3:32]
作詞・作曲：川上洋平
訳詞：戸田よぺ子
編曲：[Alexandros]
  - 3rdアルバム『Schwarzenegger』収録曲
  - 新MIX
  - 邦題は「ウェイトレス、ウェイトレス」。
14. Don't Fuck With Yoohei Kawakami - [4:10]
作詞・作曲：川上洋平
訳詞：戸田よぺ子
編曲：[Alexandros]
  - 1stアルバム『Where's My Potato?』収録曲
  - 新MIX
  - 邦題は「川上洋平に対してファックな面倒を起こさないで下さい」。
15. かえりみち - [4:00]
作詞・作曲：川上洋平
編曲：[Alexandros]
  - 1stアルバム『Where's My Potato?』収録曲
  - 新MIX
16. 温度差 - [4:23]
作詞・作曲：川上洋平
編曲：[Alexandros]
  - インディーズデビュー前の楽曲
  - 新録曲

### 特典DVD/Blu-ray
| #  | タイトル                | 作詞 | 作曲・編曲 |
| -- | ----------------------- | ---- | ---------- |
| 1. | 「The Rest Is History」 |      |            |

## 演奏
Disc 1 
- 川上洋平：ボーカル、ギター
- 磯部寛之：ベース、コーラス
- 白井眞輝：ギター
- 庄村聡泰：ドラムス
- リアド偉武（ex.BIGMAMA）：ドラムス (#4.12.15.17)
- Rose from  THE LED SNAIL：キーボード (#1.2.5.6.8.11.12.15.16.17)
- 茅野嘉亮：トランペット (#7)
- 村田泰子ストリングス：ストリングス (#12)
- KENNY (SPiCYSOL) ：ゲストコーラス (#15)
- 田中雪子、ポーラ・ジョンソン、オリビア・バレル：コーラス (#12)
- 佐瀬貴志
  - プログラミング (#4.5.6.12-17)
  - シンセサイザー・プログラミング (#10)
- 草間敬：プログラミング (#1.2.3.7.8.9)
- Ayad Al Adhamy：シンセサイザー・プログラミング (#10)
- 蔦谷好位置：追加編曲 (#6)

Disc 2 
- Rose from  THE LED SNAIL：キーボード (#3.4.12)
- 草間敬：プログラミング (#4)